# Mecanismos de avance intermitente
Los mecanismos de avance intermitente se basan en la perfecta sincronización de uno o más cabezales operadores con la correspondiente línea de alimentación sobre las que actúan estos cabezales, la cual tiene un continuo de piezas. Así pues, tienen como objetivo repetir y transformar un mismo movimiento de manera automática que siga un patrón intermitente para poder efectuar el trabajo. De este modo estos mecanismos son aplicables en múltiples ámbitos cómo: las máquinas de clavar o grapar, las cadenas de transmisión, algunos juguetes que presentan movimiento, la Cruz de Malta, etc.  

## Aplicaciones

### Cine
Los mecanismos de avance intermitente fueron una invención necesaria para llegar a hacer cine de manera viable, puesto que este es una sucesión de imágenes fijas proyectadas. Los fotogramas tienen que estar muy iluminados y completamente estáticos en el momento de la proyección, pero esta no dura más de 200 milésimas de segundo; por eso fue necesaria la aparición de la Rueda excéntrica Carpentier-Lumière, con la cual los hermanos Lumière consiguieron el alto nivel cualitativo de la proyección de imágenes en movimiento que los llevó al éxito. Este sistema se basa en la transformación de un movimiento circular continuo que tendrá que estar sincronizado con el mecanismo de obturación que se encarga de exponer y tapar la película en los momentos adecuados. Más adelante, aparece otro sistema de funcionamiento pareciendo denominado Cruz de Malta.

#### Rueda excéntrica Carpentier-Lumière
Tal como indica el nombre de esta invención, el eje respecto del cual gira la rueda no está situado en su centro, entonces en consecuencia el cuadro en el cual está inserta se mueve intermitentemente arriba y abajo. Por lo tanto, es necesaria la inserción de una rendija que obligue al cuadro a moverse también adelante y en detrás siguiendo la misma secuencia intermitente. Así pues, conseguimos transmitir este doble movimiento a las zarpas situadas al extremo del cuadro para que estas se inserten en los agujeros de los fotogramas y arrastren la película durante un momento. La función de las zarpas es doble, no solo trasladan los fotogramas sino que son las encargadas de mantenerlos inmóviles durante su proyección.
Entonces, para acabar, se tiene que sincronizar todo este movimiento con el obturador consiguiendo así una perfecta proyección.

#### Cruz de Malta
Este mecanismo está formado por un disco con un pin que gira constantemente, y por una cruz que tiene diferentes agujeros donde entra el pin porque esta gire. Así se consigue hacerla mover con una pausa entremedias, es decir, crea un giro intermitente. Este movimiento se sincroniza con unas paletas que cortan la luz cuando hay un cambio de fotograma y la dejan pasar cuando estos tienen que ser proyectados en la pantalla. Actualmente este movimiento se hace 24 veces por segundo.